# XOXO
Baci e abbracci è un modo di definire la sequenza di lettere X e O, per esempio XOXO, usata nei Paesi anglofoni per esprimere affetto alla fine di lettere scritte, email o SMS.
La maggior parte delle fonti attribuisce a "X" il significato di "baci" e a "O" il significato di "abbracci". Tuttavia le ragioni non sono ancora note con certezza e non tutti concordano con questa spiegazione, ma si può dire che l'uso delle lettere potrebbe derivare dalle pronunce di kiss ("bacio") [X] e hug ("abbraccio") [O].
Un'altra possibile spiegazione potrebbe riguardare la forma delle lettere: la X somiglia a due persone che si danno un bacio, oppure alla forma assunta dalla bocca nell'atto di dare un bacio, mentre la O può sembrare l'unione delle braccia di due persone che si abbracciano.